# 加沙歐洲醫院空襲
東歐夏令時間2025年5月13日，以色列對加沙地帶南部汗尤尼斯富哈里的加沙歐洲醫院發動空襲，造成至少28人喪生。以色列方面聲稱，此次攻擊的目標是哈馬斯事實上領袖穆罕默德·辛瓦爾，但其死訊未獲確認。

## 空襲
當日下午，以色列空軍出動戰機，投下至少9枚掩體炸彈，擊中加沙歐洲醫院的庭院及附近地區。這間醫院是當地規模最大的醫療設施之一，除醫護人員與病人外，亦容納了眾多逃避戰火的平民。CNN形容這是「近幾星期以來加沙最猛烈的空襲之一」。當日稍早，以色列亦攻擊納賽爾醫院，造成2人死亡。
現場影片可見濃煙密佈，多處地面炸出大坑，汽車被掩埋，醫院正門亦嚴重受損，爆炸地點更導致地面塌陷。
以色列國防軍與辛貝特發表聯合聲明，指攻擊目標為藏身於醫院下方的哈馬斯指揮設施。其後以軍公開一段據稱顯示地下通道的影片，但影片實際拍攝地點為鄰近一所學校，並非醫院本身。消息人士透露，此次空襲鎖定哈馬斯現任軍事首腦穆罕默德·辛瓦爾。他自2024年7月接替被暗殺的穆罕默德·戴夫，並在同年10月其兄葉海亞·辛瓦爾遭以軍擊斃後，實質領導整個組織。以色列國防部消息其後指出，哈馬斯可能有多名高層人物亦在地道內，包括哈馬斯拉法旅旅長穆罕默德·沙巴納，以及發言人阿布·烏拜達。
據悉，這次空襲是由以色列總理本雅明·內塔尼亞胡、以色列國防部部長伊斯雷爾·卡茨及以色列國防軍總參謀長埃亞勒·扎米爾當場拍板批准，三人得悉現場無以色列人質後，認為這是一個「可即時執行的機會」。
空襲後，以色列無人機在醫院一帶盤旋，封鎖現場，阻止人員救援。一架四軸飛行器更向接近現場的民防人員開火，導致2人受傷。半島電視台報導稱，第二天醫院區域又發生6宗襲擊，其中一次襲擊院子中的一輛推土機。

## 傷亡
加沙衛生部表示事件造成至少28人死亡，另有數十人受傷，其中包括一名為BBC撰稿的自由記者。巴勒斯坦民防人員指出，屍體散落整個醫院區域，嚴重影響救援行動。傷者被送往納賽爾醫院，該院醫療資源隨即陷入崩潰邊緣。

### 辛瓦爾的命運
穆罕默德·辛瓦爾是否在空襲中身亡仍未明朗，以色列方面正進行調查。消息人士稱，若他當時正身處被擊中的地道中，生還機會極低。哈馬斯方面對死訊未作評論，並否認醫院藏有軍事設施，反指以軍目的是癱瘓醫院運作。